# Anectropis translineata
Anectropis translineata là một loài bướm đêm trong họ Geometridae.